# Программа развития перинатальных центров
Программа развития перинатальных центров — государственная программа Российской Федерации направленная на улучшение демографической ситуации в России и укрепление здоровья населения страны. Программа была утверждена председателем правительства Дмитрием Медведевым 9 декабря 2013 года.

## Основные положения программы
Ключевыми целями программы названы снижение при родах младенческой и материнской смертности, а также обеспечение доступности и качества медицинской помощи матерям и детям.
Для реализации данных целей документ ставит следующие задачи:
- строительство региональных перинатальных центров;
- повышение эффективности перинатальной помощи и снижение материнской и младенческой смертности;
- подготовка и переподготовка медицинских кадров для работы в перинатальных центрах;
- совершенствование территориальной модели оказания акушерской и неонатологической помощи[1].

Участниками программы стали Федеральный фонд обязательного медицинского страхования, органы исполнительной власти субъектов Российской Федерации, а также государственная корпорация «Ростех».
В соответствии с программой была поставлена задача по строительству 32 перинатальных центров в 30 субъектах Российской Федерации - Республике Башкортостан, Республике Бурятия, Республике Дагестан, Республике Ингушетия, Республике Карелия, Республике Саха (Якутия), Республике Хакасия, Кабардино-Балкарской Республике, Алтайском, Краснодарском, Красноярском (2 центра) и Ставропольском краях, Архангельской, Белгородской, Брянской, Калужской, Ленинградской, Липецкой, Московской (2 центра), Нижегородской, Оренбургской, Пензенской, Псковской, Самарской, Сахалинской, Смоленской, Тамбовской, Ульяновской и Челябинской областях, а также в Москве.
Финансирование реализации программы предусматривалось осуществлять за счет средств бюджета Федерального фонда обязательного медицинского страхования и средств бюджетов субъектов Российской Федерации в рамках региональных программ модернизации здравоохранения. В 2013 году из бюджета фонда ФОМС было направлено 52,66 млрд рублей. Объём средств из бюджетов субъектов Российской Федерации в 2014–2016 годах на строительство перинатальных центров определялся для каждого региона после утверждения проектной документации с учётом объёма предоставленной в 2013 году субсидии из бюджета ФОМС.
Контроль за реализацией программы был возложен на Минздрав России.
К 2016 году предполагалось достижение следующих показателей:
- снижение материнской смертности до 15,9 случая на 100 тыс. родившихся живыми, снижение младенческой смертности – с 8,7 случая на 1 тыс. родившихся живыми в 2012 году до 7,8 случая в 2016 году, снижение ранней неонатальной смертности – с 3,55 случая на 1 тыс. родившихся живыми в 2012 году до 3,15 случая в 2016 году;
- рост доли женщин с преждевременными родами, родоразрешённых в перинатальных центрах, с 40% в 2012 году до 60% в 2016 году;
- рост выживаемости детей, имевших при рождении очень низкую и экстремально низкую массу тела, в акушерском стационаре с 722,8 выживших на 1 тыс. новорожденных в 2011 году до 745 в 2016 году.

## Реализация программы
По плану реализации программы к 2016 году должно было быть построено 32 перинатальных центра. За строительство 17 из них отвечали субъекты федерации, 15 — госкорпорация «Ростех», которая получила на это 38,4 млрд руб.
В ходе реализации программы по развитию перинатальных центров ряд российских компаний, занимающиеся разработкой передового оборудования, продемонстрировал свои возможности на внутреннем рынке наравне с иностранными конкурентами.
Все построенные за 2017 год перинатальные центры укомплектованы аппаратами ингаляционной анестезии, которые используют для искусственной вентиляции легких новорожденных с весом от 500 г.
«У нас в 33 регионах нулевая материнская смертность», - отметила  министр здравоохранения Российской Федерации Вероника Скворцова. В 2017 году в ряде регионов уровень младенческой смертности удалось снизить до нулевых показателей, но этот результат, по ее словам, необходимо получить во всех регионах страны и поддерживать его таким.
В декабре 2018 года Владимир Путин по итогам ежегодной пресс-конференции поручил правительству подготовить предложения о продолжении программы развития перинатальных центров в Российской Федерации. На данный момент в стране функционируют 74 перинатальных центра,  к 2020 году планируется увеличить количество таких центров до 90, обеспечив каждый регион.

## Критика
По результатам проверок Счётной палаты стало известно, что программа развития перинатальных центров выполнялась с опозданием; сроки ввода десяти объектов были нарушены. Строительство центров должно было закончиться в декабре 2016 года, затем срок перенесли на декабрь 2017 года, по факту же последний объект был сдан в сентябре 2018 года.